# Crippy Yocard
Crippy Yocard, pseudonimo di Cristina Amodei (...), è un'attrice e modella italiana, nota per aver interpretato il ruolo di Desirée, protagonista della commedia La nipote del prete (1976). Dopo il 1980 scompare dalle scene.

## Filmografia
- La nipote del prete, regia di Sergio Grieco (1976)
- Oh, mia bella matrigna, regia di Guido Leoni (1976)
- Vizi privati, pubbliche virtù, regia di Miklós Jancsó (1976)
- Destinazione Roma, regia di Fred Williamson (1977)
- I teleftaia ptisi, regia di Dimis Dadiras (1978)
- White Pop Jesus, regia di Luigi Petrini (1980)